# Швеция на летних Олимпийских играх 2016
Швеция на летних Олимпийских играх 2016 года была представлена 152 спортсменами в 22 видах спорта. Шведы завоевали 11 медалей: 2 золотые, 6 серебряных и 3 бронзовые. Олимпийскими чемпионами стали пловчиха Сара Шёстрём (100 м баттерфляем) и велогонщица Йенни Риссведс (маунтинбайк).
Флаг Швеции на церемонии открытия несла Тереза Альсхаммар, которая первой в истории среди женщин приняла участие в соревнованиях по плаванию на 6 Олимпийских играх.

## Медали
| Золото  | |                                                |            |
| №       | Спортсмены | Вид спорта (дисциплина)                        | Дата       |
| 1       | Сара Шёстрём | Плавание (100 метров баттерфляем, женщины)     | 7 августа  |
| 2       | Йенни Риссведс | Велоспорт (кросс-кантри, женщины)              | 20 августа |
| Серебро | |                                                |            |
| №       | Спортсмены | Вид спорта (дисциплина)                        | Дата       |
| 1       | Эмма Юханссон | Велоспорт (групповая шоссейная гонка, женщины) | 7 августа  |
| 2       | Сара Шёстрём | Плавание (200 метров вольным стилем, женщины)  | 9 августа  |
| 3       | Маркус Свенссон | Стрельба (скит, мужчины)                       | 13 августа |
| 4       | Хенрик Стенсон | Гольф (мужчины)                                | 14 августа |
| 5       | Педер Фредриксон | Конный спорт (личный конкур)                   | 19 августа |
| 6       | Женская сборная по футболу Йонна Андерссон Эмилия Аппельквист Косоваре Аслани Эмма Берглунд Стина Блакстениус Лиза Дальквист Хильда Карлен Хедвиг Линдаль Элин Рубенссон Йессика Самуэльссон Каролин Сегер Линда Сембрант Оливия Скуг Нилла Фишер Паулина Хаммарлунд Лотта Шелин Магдалена Эрикссон София Якобссон | Футбол (женщины)                               | 19 августа |
| Бронза  | |                                                |            |
| №       | Спортсмены | Вид спорта (дисциплина)                        | Дата       |
| 1       | Сара Шёстрём | Плавание (100 метров вольным стилем, женщины)  | 11 августа |
| 2       | Йенни Франссон | Борьба (вольная, до 69 кг, женщины)            | 17 августа |
| 3       | София Маттссон | Борьба (до 53 кг, женщины)                     | 18 августа |

## Состав сборной
Академическая гребля
1. Анна Мальвина Свеннунг

 Бадминтон
1. Хенри Хурскайнен

 Бокс
1. Анна Лаурелль Нэш

 Борьба
Вольная борьба
1. София Маттссон
2. Юханна Маттссон
3. Йенни Франссон
4. Хенна Юханссон

Греко-римская борьба
1. Закариас Берг
2. Фредрик Шён
3. Йохан Эурен

Велоспорт
 Шоссейный велоспорт
1. Сара Мустонен
2. Эмма Фалин
3. Эмма Юханссон

 Маунтинбайк
1. Йенни Риссведс

 Гандбол
1. Ким Андерссон
2. Маттиас Андерссон
3. Микаэль Аппельгрен
4. Джим Готтфридссон
5. Маттиас Закриссон
6. Тобиас Карлссон
7. Альбин Лагергрен
8. Йеспер Нильсен
9. Андреас Нильссон
10. Лукас Нильссон
11. Фредрик Петерсен
12. Йерри Тольбринг
13. Филип Штенмальм
14. Йонатан Штенбеккен
15. Йонатан Якобссон
16. Йенни Альм
17. Линн Блом
18. Ханна Бломстранд
19. Йоханна Бундсен
20. Ангелика Валлен
21. Изабель Гульден
22. Филиппа Иден
23. Ямина Робертс
24. Луиза Санд
25. Фрида Тегстедт
26. Линнеа Торстенсон
27. Натали Хагман
28. Карин Штрёмберг
29. Микаэла Эк
30. Сабина Якобсен

 Гольф
1. Давид Лингмерт
2. Хенрик Стенсон
3. Пернилла Линдберг
4. Анна Нордквист

Гребля на байдарках и каноэ
 Гребля на гладкой воде
1. Петтер Меннинг
2. София Пальданиус
3. Линнеа Штенсильс
4. Карин Юханссон

 Гребной слалом
1. Исак Эстрём

 Дзюдо
1. Маркус Нюман
2. Мартин Пацек
3. Робин Пацек
4. Миа Херманссон

 Конный спорт
1. Рольф-Йёран Бенгтссон
2. Патрик Киттель
3. Лудвиг Свеннерштоль
4. Педер Фредриксон
5. Мадс Хенделиовиц
6. Хенрик фон Эккерман
7. Линда Альготссон
8. Сара Альготссон Остхольт
9. Фрида Андерсен
10. Малин Барьярд-Йонссон
11. Тинне Вильхельмсон-Сильфвен
12. Юлитте Рамель

 Лёгкая атлетика
1. Ким Амб
2. Персеус Карлстрём
3. Даниэль Столь
4. Мишель Торнеус
5. Аксель Херстедт
6. Мелкер Сворд Якобссон
7. Мераф Бахта
8. Ангелика Бенгтссон
9. Сюзанна Каллур
10. Эрика Кинси
11. Сара Лахти
12. Ловиса Линд
13. Михаэла Мейер
14. Хадижату Санья
15. Софи Скуг
16. Шарлотта Фоугберг

 Настольный теннис
1. Пер Герелль
2. Кристиан Карлссон
3. Маттиас Карлссон
4. Ли Фэнь
5. Матильда Экхольм

 Парусный спорт
1. Фредрик Бергстрём
2. Антон Дальберг
3. Макс Салминен
4. Йеспер Стольхейм
5. Ханна Клинга
6. Юсефин Ульссон
7. Лиза Эриксон

 Плавание
1. Эрик Перссон
2. Симон Шьёдин
3. Тереза Альсхаммар
4. Стина Гарделль
5. Мишель Колеман
6. Ида Линдбург
7. Ида Марко-Варга
8. Луиза Ханссон
9. Софи Ханссон
10. Сара Шёстрём
11. Енни Юханссон

 Спортивная гимнастика
1. Эмма Ларссон

 Стрельба
1. Хокан Дальбю
2. Стефан Нильссон
3. Маркус Свенссон

 Стрельба из лука
1. Кристин Бьерендаль

 Теннис
1. Юханна Ларссон

 Триатлон
1. Лиза Норден

 Тхэквондо
1. Никита Гласнович
2. Элин Юханссон

 Футбол
1. Астрит Айдаревич
2. Вальмир Бериша
3. Микаэль Исхак
4. Па Конате
5. Робин Куайсон
6. Якоб Уне Ларссон
7. Андреас Линде
8. Адам Лундквист
9. Александр Милошевич
10. Йоаким Нильссон
11. Кен Сема
12. Себастьян Старке Хедлунд
13. Ноа Сонко Сундберг
14. Муамер Танкович
15. Симон Тибблинг
16. Александр Франссон
17. Абдул Халили
18. Тим Эрландссон
19. Квота 19
20. Квота 20
21. Квота 21
22. Квота 22
23. Квота 23
24. Квота 24
25. Квота 25
26. Квота 26
27. Квота 27
28. Квота 28
29. Квота 29
30. Квота 30
31. Квота 31
32. Квота 32
33. Квота 33
34. Квота 34
35. Квота 35
36. Квота 36

## Результаты соревнований

### Академическая гребля
В следующий раунд из каждого заезда проходят несколько лучших экипажей (в зависимости от дисциплины). В отборочный заезд попадают спортсмены, выбывшие в предварительном раунде. В финал A выходят 6 сильнейших экипажей, остальные разыгрывают места в утешительных финалах B-F.
Женщины
| Соревнование | Спортсмены             | Предварительный заезд | Предварительный заезд | Предварительный заезд | Отборочный заезд | Отборочный заезд | Отборочный заезд | Четвертьфинал | Четвертьфинал | Четвертьфинал | Полуфинал     | Полуфинал     | Полуфинал     | Финал | Финал | Итоговое место |
| Соревнование | Спортсмены             | Заезд                 | Время                 | Место                 | Заезд            | Время            | Место            | Заезд         | Время         | Место         | Заезд         | Время         | Место         | Время | Место | Итоговое место |
| ------------ | ---------------------- | --------------------- | --------------------- | --------------------- | ---------------- | ---------------- | ---------------- | ------------- | ------------- | ------------- | ------------- | ------------- | ------------- | ----- | ----- | -------------- |
| одиночки     | Анна Мальвина Свеннунг | 1                     | 8:48,46               | 5                     | 3                | 7:46,35          | 1 Q              | 2             | 7:38,07       | 4             | Полуфинал C/D | Полуфинал C/D | Полуфинал C/D | Финал | Финал |                |
| одиночки     | Анна Мальвина Свеннунг | 1                     | 8:48,46               | 5                     | 3                | 7:46,35          | 1 Q              | 2             | 7:38,07       | 4             |               |               |               |       |       |                |

### Бадминтон
Одиночный разряд
| Соревнование | Спортсмены       | Групповой этап | Групповой этап | Групповой этап | 1/8 финала | 1/4 финала | 1/2 финала | Финал | Итоговое место |
| Соревнование | Спортсмены       | 1 матч         | 2 матч         | Место          | 1/8 финала | 1/4 финала | 1/2 финала | Финал | Итоговое место |
| ------------ | ---------------- | -------------- | -------------- | -------------- | ---------- | ---------- | ---------- | ----- | -------------- |
| мужчины      | Хенри Хурскайнен | Группа         | Группа         | Группа         |            |            |            |       |                |
| мужчины      | Хенри Хурскайнен |                |                |                |            |            |            |       |                |

### Бокс
Квоты, завоёванные спортсменами являются именными. Если от одной страны путёвки на Игры завоюют два и более спортсмена, то право выбора боксёра предоставляется национальному Олимпийскому комитету. Соревнования по боксу проходят по системе плей-офф. Для победы в олимпийском турнире боксёру необходимо одержать либо четыре, либо пять побед в зависимости от жеребьёвки соревнований. Оба спортсмена, проигравшие в полуфинальных поединках, становятся обладателями бронзовых наград.
Женщины
| Категория | Спортсмены        | Первый раунд       | Четвертьфинал      | Полуфинал          | Финал              | Место |
| Категория | Спортсмены        | Соперник Результат | Соперник Результат | Соперник Результат | Соперник Результат | Место |
| --------- | ----------------- | ------------------ | ------------------ | ------------------ | ------------------ | ----- |
| до 75 кг  | Анна Лаурелль Нэш |                    |                    |                    |                    |       |

### Борьба
В соревнованиях по борьбе, как и на предыдущих трёх Играх, будет разыгрываться 18 комплектов наград. По 6 у мужчин в вольной и греко-римской борьбе и 6 у женщин в вольной борьбе. Турнир пройдёт по олимпийской системе с выбыванием. В утешительный раунд попадают участники, проигравшие в своих поединках будущим финалистам соревнований. Каждый поединок состоит из двух раундов по 3 минуты, победителем становится спортсмен, набравший большее количество технических очков. По окончании схватки, в зависимости от результатов спортсменам начисляются классификационные очки.
Мужчины
Греко-римская борьба
| Категория | Спортсмены    | Первый раунд       | 1/8 финала         | Четвертьфинал      | Полуфинал          | Финал              | Место |
| Категория | Спортсмены    | Соперник Результат | Соперник Результат | Соперник Результат | Соперник Результат | Соперник Результат | Место |
| --------- | ------------- | ------------------ | ------------------ | ------------------ | ------------------ | ------------------ | ----- |
| до 85 кг  | Закариас Берг |                    |                    |                    |                    |                    |       |
| до 98 кг  | Фредрик Шён   |                    |                    |                    |                    |                    |       |
| до 130 кг | Йохан Эурен   |                    |                    |                    |                    |                    |       |

Женщины
Вольная борьба
| Соревнование | Спортсмены      | Первый раунд       | 1/8 финала         | Четвертьфинал      | Полуфинал          | Финал              | Место |
| Соревнование | Спортсмены      | Соперник Результат | Соперник Результат | Соперник Результат | Соперник Результат | Соперник Результат | Место |
| ------------ | --------------- | ------------------ | ------------------ | ------------------ | ------------------ | ------------------ | ----- |
| до 53 кг     | София Маттссон  |                    |                    |                    |                    |                    |       |
| до 58 кг     | Юханна Маттссон |                    |                    |                    |                    |                    |       |
| до 63 кг     | Хенна Юханссон  |                    |                    |                    |                    |                    |       |
| до 69 кг     | Йенни Франссон  |                    |                    |                    |                    |                    |       |

### Велоспорт

#### Шоссейный велоспорт
Женщины
| Соревнование    | Спортсмены    | Время   | Место | Отставание |
| --------------- | ------------- | ------- | ----- | ---------- |
| групповая гонка | Эмма Юханссон | 3:51:27 | 2     | +0,00      |
| групповая гонка | Эмма Фалин    | 3:58:03 | 27    | +6:36      |
| групповая гонка | Сара Мустонен | DNF     | DNF   | DNF        |

#### Маунтинбайк
Женщины
| Соревнование | Спортсмены     | Время | Место | Отставание |
| ------------ | -------------- | ----- | ----- | ---------- |
| кросс-кантри | Йенни Риссведс |       |       |            |

### Водные виды спорта

#### Плавание
В следующий раунд на каждой дистанции проходят спортсмены, показавшие лучший результат, независимо от места, занятого в своём заплыве.
Мужчины
| Дистанция                        | Спортсмены   | Предварительный раунд | Предварительный раунд | Предварительный раунд | Полуфинал            | Полуфинал            | Полуфинал            | Финал                | Финал                |
| Дистанция                        | Спортсмены   | Заплыв                | Результат             | Место                 | Заплыв               | Результат            | Место                | Результат            | Место                |
| -------------------------------- | ------------ | --------------------- | --------------------- | --------------------- | -------------------- | -------------------- | -------------------- | -------------------- | -------------------- |
| 200 метров баттерфляем           | Симон Шьёдин | 1                     | 1:56,46               | 13 Q                  | 2                    | 1:56,71              | 12                   | завершил выступление | завершил выступление |
| 100 метров брассом               | Эрик Перссон | 2                     | 1:01,20               | 32                    | завершил выступление | завершил выступление | завершил выступление | завершил выступление | завершил выступление |
| 200 метров брассом               | Эрик Перссон | 3                     | 2:10,15               | 12 Q                  | 1                    | 2:10,12              | 11                   | завершил выступление | завершил выступление |
| 200 метров комплексным плаванием | Симон Шьёдин | 4                     | 1:59,41               | 10 Q                  |                      |                      |                      |                      |                      |

Женщины
| Дистанция                        | Спортсмены                                                                           | Предварительный раунд | Предварительный раунд | Предварительный раунд | Полуфинал                                                                                | Полуфинал                                                                                | Полуфинал                                                                                | Финал                 | Финал                 |
| Дистанция                        | Спортсмены                                                                           | Заплыв                | Результат             | Место                 | Заплыв                                                                                   | Результат                                                                                | Место                                                                                    | Результат             | Место                 |
| -------------------------------- | ------------------------------------------------------------------------------------ | --------------------- | --------------------- | --------------------- | ---------------------------------------------------------------------------------------- | ---------------------------------------------------------------------------------------- | ---------------------------------------------------------------------------------------- | --------------------- | --------------------- |
| 50 метров вольным стилем         | Тереза Альсхаммар                                                                    |                       |                       |                       |                                                                                          |                                                                                          |                                                                                          |                       |                       |
| 50 метров вольным стилем         | Сара Шёстрём                                                                         |                       |                       |                       |                                                                                          |                                                                                          |                                                                                          |                       |                       |
| 100 метров вольным стилем        | Сара Шёстрём                                                                         | 6                     | 53,37                 | 3 Q                   |                                                                                          |                                                                                          |                                                                                          |                       |                       |
| 100 метров вольным стилем        | Мишель Колеман                                                                       | 6                     | DNS                   | —                     | завершила выступление                                                                    | завершила выступление                                                                    | завершила выступление                                                                    | завершила выступление | завершила выступление |
| 200 метров вольным стилем        | Сара Шёстрём                                                                         | 6                     | 1:56,11               | 3 Q                   | 2                                                                                        | 1:54,65                                                                                  | 1 Q                                                                                      | 1:54,08               | 2                     |
| 200 метров вольным стилем        | Мишель Колеман                                                                       | 5                     | 1:56,54               | 7 Q                   | 2                                                                                        | 1:56,05                                                                                  | 5 Q                                                                                      | 1:56,27               | 7                     |
| 100 метров баттерфляем           | Сара Шёстрём                                                                         | 6                     | 56,26                 | 1 Q                   | 2                                                                                        | 55,84                                                                                    | 1 Q                                                                                      | 55,48 WR              | 1                     |
| 100 метров баттерфляем           | Луис Ханссон                                                                         | 5                     | 59,73                 | 31                    | завершила выступление                                                                    | завершила выступление                                                                    | завершила выступление                                                                    | завершила выступление | завершила выступление |
| 100 метров брассом               | Енни Юханссон                                                                        | 5                     | 1:06,84               | 10 Q                  | 1                                                                                        | 1:07,06                                                                                  | 9                                                                                        | завершила выступление | завершила выступление |
| 100 метров брассом               | Софи Ханссон                                                                         | 3                     | 1:08,67               | 27                    | завершила выступление                                                                    | завершила выступление                                                                    | завершила выступление                                                                    | завершила выступление | завершила выступление |
| 200 метров брассом               | Софи Ханссон                                                                         | 1                     | 2:30,59               | 26                    | завершила выступление                                                                    | завершила выступление                                                                    | завершила выступление                                                                    | завершила выступление | завершила выступление |
| 200 метров комплексным плаванием | Стина Гарделль                                                                       | 2                     | 2:14,41               | 20                    | завершила выступление                                                                    | завершила выступление                                                                    | завершила выступление                                                                    | завершила выступление | завершила выступление |
| 200 метров комплексным плаванием | Луис Ханссон                                                                         | 2                     | 2:15,66               | 29                    | завершила выступление                                                                    | завершила выступление                                                                    | завершила выступление                                                                    | завершила выступление | завершила выступление |
| Эстафета                         | Предварительный раунд                                                                | Предварительный раунд | Предварительный раунд | Предварительный раунд | Финал                                                                                    | Финал                                                                                    | Финал                                                                                    | Финал                 | Финал                 |
| Эстафета                         | Состав                                                                               | Заплыв                | Результат             | Место                 | Состав                                                                                   | Состав                                                                                   | Состав                                                                                   | Результат             | Место                 |
| 4×100 метров вольным стилем      | Мишель Колеман (54,39) Луис Ханссон (54,69) Ида Линбург (54,77) Сара Шёстрём (52,57) | 1                     | 3:36,42               | 6 Q                   | Мишель Колеман (54,19) Сара Шёстрём (52,47) Ида Марко-Варга (54,70) Луис Ханссон (54,54) | Мишель Колеман (54,19) Сара Шёстрём (52,47) Ида Марко-Варга (54,70) Луис Ханссон (54,54) | Мишель Колеман (54,19) Сара Шёстрём (52,47) Ида Марко-Варга (54,70) Луис Ханссон (54,54) | 3:35,90               | 5                     |
| 4×200 метров вольным стилем      | Луиза Ханссон Мишель Колеман Ида Марко-Варга Сара Шёстрём                            | 1                     | 7:53,43               | 8 Q                   |                                                                                          |                                                                                          |                                                                                          |                       |                       |
| 4×100 метров комбинированная     |                                                                                      |                       |                       |                       |                                                                                          |                                                                                          |                                                                                          |                       |                       |

### Гандбол

#### Мужчины
Мужская сборная Швеции пробилась на Игры, заняв второе место в олимпийском квалификационном турнире, который проходил с 8 по 10 апреля 2016 года в Мальмё.
Состав
Результаты
Групповой этап (Группа B)
| Место | Команда  | И | В | Н | П | ГЗ  | ГП  | +/- | Очки |
| ----- | -------- | - | - | - | - | --- | --- | --- | ---- |
| 1     | Германия | 5 | 4 | 0 | 1 | 153 | 141 | +12 | 8    |
| 2     | Словения | 5 | 4 | 0 | 1 | 137 | 126 | +11 | 8    |
| 3     | Бразилия | 5 | 2 | 1 | 2 | 141 | 150 | -9  | 5    |
| 4     | Польша   | 5 | 2 | 0 | 3 | 139 | 140 | -1  | 4    |
| 5     | Египет   | 5 | 1 | 1 | 3 | 129 | 143 | -14 | 3    |
| 6     | Швеция   | 5 | 1 | 0 | 4 | 132 | 131 | +1  | 2    |

| 7 августа 2016 11:30 UTC-3 | Швеция            | 29:32   | Германия    | Арена ду Футуру, Рио-де-Жанейро Зрителей: 7819 Судьи: Хансен, Гединг (DEN) |
| 7 августа 2016 11:30 UTC-3 | Йерри Толлбринг 8 | (15:18) | 7 Юлиус Кюн | Арена ду Футуру, Рио-де-Жанейро Зрителей: 7819 Судьи: Хансен, Гединг (DEN) |
| 7 августа 2016 11:30 UTC-3 | 9× 4×             | Отчёт   | 9× 3×       | Арена ду Футуру, Рио-де-Жанейро Зрителей: 7819 Судьи: Хансен, Гединг (DEN) |

| 9 августа 2016 19:50 UTC-3 | Египет             | 26:25             | Швеция               | Арена ду Футуру, Рио-де-Жанейро Зрителей: 4926 Судьи: Мусавиан, Колахдузан (IRI) |
| 9 августа 2016 19:50 UTC-3 | Мохаммад Санад — 7 | (12:13)           | 5 — Фредрик Петерсен | Арена ду Футуру, Рио-де-Жанейро Зрителей: 4926 Судьи: Мусавиан, Колахдузан (IRI) |
| 9 августа 2016 19:50 UTC-3 | 7× 4×              | Статистика, Отчёт | 8× 3×                | Арена ду Футуру, Рио-де-Жанейро Зрителей: 4926 Судьи: Мусавиан, Колахдузан (IRI) |

| 11 августа 2016 19:50 UTC-3 | Словения | − : − | Швеция | Фьючер Арена, Рио-де-Жанейро |
| 11 августа 2016 19:50 UTC-3 |          |       |        | Фьючер Арена, Рио-де-Жанейро |
| 11 августа 2016 19:50 UTC-3 |          |       |        | Фьючер Арена, Рио-де-Жанейро |

| 13 августа 2016 19:50 UTC-3 | Швеция | − : − | Польша | Фьючер Арена, Рио-де-Жанейро |
| 13 августа 2016 19:50 UTC-3 |        |       |        | Фьючер Арена, Рио-де-Жанейро |
| 13 августа 2016 19:50 UTC-3 |        |       |        | Фьючер Арена, Рио-де-Жанейро |

| 15 августа 2016 16:40 UTC-3 | Швеция | − : − | Бразилия | Фьючер Арена, Рио-де-Жанейро |
| 15 августа 2016 16:40 UTC-3 |        |       |          | Фьючер Арена, Рио-де-Жанейро |
| 15 августа 2016 16:40 UTC-3 |        |       |          | Фьючер Арена, Рио-де-Жанейро |

#### Женщины
Женская сборная Швеции квалифицировалась на Игры, заняв второе место в квалификационном турнире, который прошёл с 18 по 20 марта 2016 года в Астрахани.
Состав
Результаты
Групповой этап (Группа B)
| Место | Команда          | И | В | Н | П | ГЗ  | ГП  | +/- | Очки |
| ----- | ---------------- | - | - | - | - | --- | --- | --- | ---- |
| 1     | Россия           | 5 | 5 | 0 | 0 | 165 | 147 | +18 | 10   |
| 2     | Франция          | 5 | 4 | 0 | 1 | 118 | 93  | +25 | 8    |
| 3     | Швеция           | 5 | 2 | 1 | 2 | 150 | 141 | +9  | 5    |
| 4     | Нидерланды       | 5 | 1 | 2 | 2 | 135 | 135 | 0   | 4    |
| 5     | Республика Корея | 5 | 1 | 1 | 3 | 130 | 136 | -6  | 3    |
| 6     | Аргентина        | 5 | 0 | 0 | 5 | 101 | 147 | -46 | 0    |

| 6 августа 2016 21:50 UTC-3 | Швеция            | 31:21             | Аргентина           | Арена ду Футуру, Рио-де-Жанейро Зрителей: 6575 Судьи: Кулибали, Дьябате (CIV) |
| 6 августа 2016 21:50 UTC-3 | Натали Хагман — 6 | (13:9)            | 5 — Лусиана Мендоса | Арена ду Футуру, Рио-де-Жанейро Зрителей: 6575 Судьи: Кулибали, Дьябате (CIV) |
| 6 августа 2016 21:50 UTC-3 | 5× 3×             | Статистика, Отчёт | 6× 1×               | Арена ду Футуру, Рио-де-Жанейро Зрителей: 6575 Судьи: Кулибали, Дьябате (CIV) |

| 8 августа 2016 09:30 UTC-3 | Республика Корея | 28:31             | Швеция            | Арена ду Футуру, Рио-де-Жанейро Зрителей: 3875 Судьи: Рёэн, Арнтсен (NOR) |
| 8 августа 2016 09:30 UTC-3 | У Сун Хи — 7     | (15:16)           | 7 — Натали Хагман | Арена ду Футуру, Рио-де-Жанейро Зрителей: 3875 Судьи: Рёэн, Арнтсен (NOR) |
| 8 августа 2016 09:30 UTC-3 | 3× 4×            | Статистика, Отчёт | 5× 4×             | Арена ду Футуру, Рио-де-Жанейро Зрителей: 3875 Судьи: Рёэн, Арнтсен (NOR) |

| 10 августа 2016 14:40 UTC-3 | Россия                                     | 36:34             | Швеция               | Арена ду Футуру, Рио-де-Жанейро Зрителей: 5681 Судьи: Пинто, Менезес (BRA) |
| 10 августа 2016 14:40 UTC-3 | Владлена Бобровникова, Дарья Дмитриева — 6 | (15:18)           | 11 — Изабель Гюльден | Арена ду Футуру, Рио-де-Жанейро Зрителей: 5681 Судьи: Пинто, Менезес (BRA) |
| 10 августа 2016 14:40 UTC-3 | 3× 4× 1×                                   | Статистика, Отчёт | 6× 3× 1×             | Арена ду Футуру, Рио-де-Жанейро Зрителей: 5681 Судьи: Пинто, Менезес (BRA) |

| 12 августа 2016 11:30 UTC-3 | Швеция | − : − | Нидерланды | Фьючер Арена, Рио-де-Жанейро |
| 12 августа 2016 11:30 UTC-3 |        |       |            | Фьючер Арена, Рио-де-Жанейро |
| 12 августа 2016 11:30 UTC-3 |        |       |            | Фьючер Арена, Рио-де-Жанейро |

| 14 августа 2016 11:30 UTC-3 | Швеция | − : − | Франция | Фьючер Арена, Рио-де-Жанейро |
| 14 августа 2016 11:30 UTC-3 |        |       |         | Фьючер Арена, Рио-де-Жанейро |
| 14 августа 2016 11:30 UTC-3 |        |       |         | Фьючер Арена, Рио-де-Жанейро |

### Гимнастика

#### Спортивная гимнастика
В квалификационном раунде проходил отбор, как в финал командного многоборья, так и в финалы личных дисциплин. В финал индивидуального многоборья отбиралось 24 спортсмена с наивысшими результатами, а в финалы отдельных упражнений по 8 спортсменов, причём в финале личных дисциплин страна не могла быть представлена более, чем 2 спортсменами. В командном многоборье в квалификации на каждом снаряде выступали по 4 спортсмена, а в зачёт шли три лучших результата. В финале командных соревнований на каждом снаряде выступало по три спортсмена и все три результата шли в зачёт.
Женщины
Многоборья
| Соревнование      | Спортсмены   | Квалификация   | Квалификация        | Квалификация | Квалификация       | Квалификация | Квалификация | Финал                 | Финал                 | Финал                 | Финал                 | Финал                 | Финал                 |
| Соревнование      | Спортсмены   | Опорный прыжок | Разновысокие брусья | Бревно       | Вольные упражнения | Всего        | Место        | Опорный прыжок        | Разновысокие брусья   | Бревно                | Вольные упражнения    | Всего                 | Место                 |
| ----------------- | ------------ | -------------- | ------------------- | ------------ | ------------------ | ------------ | ------------ | --------------------- | --------------------- | --------------------- | --------------------- | --------------------- | --------------------- |
| личное многоборье | Эмма Ларссон | 14,066         | 12,766              | 14,000       | 13,500             | 54,332       | 35           | Завершила выступление | Завершила выступление | Завершила выступление | Завершила выступление | Завершила выступление | Завершила выступление |

Индивидуальные упражнения
| Соревнование        | Спортсмены   | Квалификация | Квалификация | Финал                 | Финал                 |
| Соревнование        | Спортсмены   | Очки         | Место        | Очки                  | Место                 |
| ------------------- | ------------ | ------------ | ------------ | --------------------- | --------------------- |
| разновысокие брусья | Эмма Ларссон | 12,766       | 65           | Завершила выступление | Завершила выступление |
| бревно              | Эмма Ларссон | 14,000       | 27           | Завершила выступление | Завершила выступление |
| вольные упражнения  | Эмма Ларссон | 13,500       | 42           | Завершила выступление | Завершила выступление |

### Гольф
Последний раз соревнования по гольфу в рамках Олимпийских игр проводились в 1904 году. В Рио-де-Жанейро турнир гольфистов прошёл на 18-луночном поле, со счётом 71 пар. Каждый участник прошёл все 18 лунок по 4 раза.
Мужчины
В мужском турнире Швецию представляли 6-й номер мирового рейтинга Хенрик Стенсон и 48-й Давид Лингмерт. После первого раунда Стенсон расположился на 2-й позиции, с отставанием от лидера австралийца Маркуса Фрейзера в 3 удара. Ключевым в борьбе за победу стал 3-й раунд, когда Хенрик смог пройти 18 лунок за 68 ударов, в то время, как Джастин Роуз затратил на это только 65. По итогам трёх соревновательных дней Стенсон занимал второе место, отставая от британца всего на один удар. В 4-м раунде Хенрик показал лишь 14-й результат, но и этого хватило, чтобы остаться на втором месте и завоевать серебряную медаль Олимпийских игр. Мог претендовать на попадание в число призёров и Давид Лингмерт, который после 3 раундов делил 4-е место, уступая в борьбе за бронзу лишь 3 удара. Однако заключительный раунд Лингмерт провёл неудачно, в результате чего откатился на 11-е место.
| Соревнование | Спортсмены     | Первый раунд | Первый раунд | Второй раунд | Второй раунд | Третий раунд | Третий раунд | Четвёртый раунд | Четвёртый раунд | Итоговый результат | Итоговое место |
| Соревнование | Спортсмены     | Очки         | Место        | Очки         | Место        | Очки         | Место        | Очки            | Место           | Итоговый результат | Итоговое место |
| ------------ | -------------- | ------------ | ------------ | ------------ | ------------ | ------------ | ------------ | --------------- | --------------- | ------------------ | -------------- |
| мужчины      | Хенрик Стенсон | 66 (-5)      | 2            | 68 (-3)      | 8            | 68 (-3)      | 7            | 68 (-3)         | 14              | 270 (-14)          | 2              |
| мужчины      | Давид Лингмерт | 69 (-2)      | 11           | 70 (-1)      | 22           | 68 (-3)      | 7            | 71 (+0)         | 39              | 278 (-6)           | 11             |

Женщины
| Соревнование | Спортсмены        | Первый раунд | Первый раунд | Второй раунд | Второй раунд | Третий раунд | Третий раунд | Четвёртый раунд | Четвёртый раунд | Итоговый результат | Итоговое место |
| Соревнование | Спортсмены        | Очки         | Место        | Очки         | Место        | Очки         | Место        | Очки            | Место           | Итоговый результат | Итоговое место |
| ------------ | ----------------- | ------------ | ------------ | ------------ | ------------ | ------------ | ------------ | --------------- | --------------- | ------------------ | -------------- |
| женщины      | Анна Нордквист    |              |              |              |              |              |              |                 |                 |                    |                |
| женщины      | Пернилла Линдберг |              |              |              |              |              |              |                 |                 |                    |                |

### Гребля на байдарках и каноэ

#### Гребля на гладкой воде
Соревнования по гребле на байдарках и каноэ на гладкой воде проходят в лагуне Родригу-ди-Фрейташ, которая находится на территории города Рио-де-Жанейро. В каждой дисциплине соревнования проходят в три этапа: предварительный раунд, полуфинал и финал.
Мужчины
| Соревнование                  | Спортсмены     | Предварительный раунд | Предварительный раунд | Предварительный раунд | Полуфинал | Полуфинал | Полуфинал | Финал | Финал | Итоговое место |
| Соревнование                  | Спортсмены     | Заплыв                | Время                 | Место                 | Заплыв    | Время     | Место     | Время | Место | Итоговое место |
| ----------------------------- | -------------- | --------------------- | --------------------- | --------------------- | --------- | --------- | --------- | ----- | ----- | -------------- |
| байдарки-одиночки, 200 метров | Петтер Меннинг |                       |                       |                       |           |           |           |       |       |                |

Женщины
| Соревнование                  | Спортсмены                      | Предварительный раунд | Предварительный раунд | Предварительный раунд | Полуфинал | Полуфинал | Полуфинал | Финал | Финал | Итоговое место |
| Соревнование                  | Спортсмены                      | Заплыв                | Время                 | Место                 | Заплыв    | Время     | Место     | Время | Место | Итоговое место |
| ----------------------------- | ------------------------------- | --------------------- | --------------------- | --------------------- | --------- | --------- | --------- | ----- | ----- | -------------- |
| байдарки-одиночки, 200 метров | Линнеа Штенсильс                |                       |                       |                       |           |           |           |       |       |                |
| байдарки-одиночки, 500 метров | Карин Юханссон                  |                       |                       |                       |           |           |           |       |       |                |
| байдарки-двойки, 500 метров   | Карин Юханссон София Пальданиус |                       |                       |                       |           |           |           |       |       |                |

#### Гребной слалом
Квалификационный раунд проходит в две попытки. Результат в каждой попытке складывается из времени, затраченного на прохождение трассы и суммы штрафных очков, которые спортсмен получает за неправильное прохождение ворот. Одно штрафное очко равняется одной секунде. Из 2 попыток выбирается лучший результат, по результатам которых, выявляются 15 спортсменов с наименьшим количеством очков, которые проходят в следующий раунд. В полуфинале гребцы выполняют по одной попытке. В финал проходят 8 спортсменов с наименьшим результатом.
Мужчины
| Соревнование      | Спортсмены  | Предварительный этап | Предварительный этап | Предварительный этап | Предварительный этап | Предварительный этап | Предварительный этап | Предварительный этап | Полуфинал | Полуфинал | Полуфинал | Полуфинал | Финал                | Финал                | Финал                | Финал                |
| Соревнование      | Спортсмены  | 1 попытка            | 1 попытка            | 1 попытка            | 2 попытка            | 2 попытка            | 2 попытка            | Место                | Полуфинал | Полуфинал | Полуфинал | Полуфинал | Финал                | Финал                | Финал                | Финал                |
| Соревнование      | Спортсмены  | Время                | Штраф                | Итог                 | Время                | Штраф                | Итог                 | Место                | Время     | Штраф     | Итог      | Место     | Время                | Штраф                | Итог                 | Место                |
| ----------------- | ----------- | -------------------- | -------------------- | -------------------- | -------------------- | -------------------- | -------------------- | -------------------- | --------- | --------- | --------- | --------- | -------------------- | -------------------- | -------------------- | -------------------- |
| байдарки-одиночки | Исак Эстрём | 90,37                | 2                    | 92,37                | 91,43                | 0                    | 91,43                | 13 Q                 | 102,77    | 54        | 156,77    | 15        | завершил выступление | завершил выступление | завершил выступление | завершил выступление |

### Дзюдо
Соревнования по дзюдо проводились по системе с выбыванием. В утешительные раунды попадали спортсмены, проигравшие полуфиналистам турнира. Два спортсмена, одержавших победу в утешительном раунде, в поединке за бронзу сражались с дзюдоистами, проигравшими в полуфинале.
Мужчины
| Категория | Спортсмены   | 1/32 финала        | 1/16 финала             | 1/8 финала                 | Четвертьфинал             | Полуфинал             | Финал                    | Место |
| Категория | Спортсмены   | Соперник Результат | Соперник Результат      | Соперник Результат         | Соперник Результат        | Соперник Результат    | Соперник Результат       | Место |
| --------- | ------------ | ------------------ | ----------------------- | -------------------------- | ------------------------- | --------------------- | ------------------------ | ----- |
| до 81 кг  | Робин Пацек  | не участвовал      | USAТ. Стивенс П 000:001 | завершил выступление       | завершил выступление      | завершил выступление  | завершил выступление     | 17    |
| до 90 кг  | Маркус Нюман | не участвовал      | UZBШ. Жураев В 101:001  | BENС. Доссу Йово В 100:000 | CHNЧэн Сюньчжао П 000:100 | Утешительный турнир   | Утешительный турнир      | 5     |
| до 90 кг  | Маркус Нюман | не участвовал      | UZBШ. Жураев В 101:001  | BENС. Доссу Йово В 100:000 | CHNЧэн Сюньчжао П 000:100 | FRAА. Иддир В 100:000 | KORКвак Тонхан П 000:100 | 5     |
| до 100 кг | Мартин Пацек |                    |                         |                            |                           |                       |                          |       |

Женщины
| Категория | Спортсмены     | 1/16 финала           | 1/8 финала            | Четвертьфинал         | Полуфинал             | Финал                 | Место |
| Категория | Спортсмены     | Соперник Результат    | Соперник Результат    | Соперник Результат    | Соперник Результат    | Соперник Результат    | Место |
| --------- | -------------- | --------------------- | --------------------- | --------------------- | --------------------- | --------------------- | ----- |
| до 63 кг  | Миа Херманссон | ITAЭ. Гвенд П 000:101 | завершила выступление | завершила выступление | завершила выступление | завершила выступление | 17    |

### Конный спорт
Выездка
Соревнования по выездке включали в себе три теста высшего уровня сложности по системе Международной федерации конного спорта (FEI): Большой Приз (англ. Grand Prix), Переездка Большого Приза (англ. Grand Prix Special) и КЮР Большого приза (англ. Grand Prix Freestyle). Итоговая оценка в каждом из тестов рассчитывалась, как среднее арифметическое значение оценок семи судей. В командный зачёт шли результаты Большого Приза и Переездки Большого Приза, а итоговая оценка рассчитывалась, как среднее значение оценок за два теста.
| Соревнование      | Спортсмены                                                                | Большой Приз                       | Большой Приз | Переездка Большого Приза | Переездка Большого Приза | КЮР Большого Приза | КЮР Большого Приза | Всего     | Всего |
| Соревнование      | Спортсмены                                                                | Результат                          | Место        | Результат                | Место                    | Результат          | Место              | Результат | Место |
| ----------------- | ------------------------------------------------------------------------- | ---------------------------------- | ------------ | ------------------------ | ------------------------ | ------------------ | ------------------ | --------- | ----- |
| личная выездка    | Тинне Вильхельмсон-Сильфвен лошадь — Don Auriello                         | 76,429                             | 11 Q         |                          |                          |                    |                    |           |       |
| личная выездка    | Патрик Киттель лошадь — Deja                                              | 74,586                             | 22 Q         |                          |                          |                    |                    |           |       |
| личная выездка    | Юлитте Рамель лошадь — Buriel                                             | 74,943                             | 19 Q         |                          |                          |                    |                    |           |       |
| личная выездка    | Мадс Хенделиовиц лошадь — Jimmie Choo SEQ                                 | 71,771                             | 29 Q         |                          |                          |                    |                    |           |       |
| командная выездка | Тинне Вильхельмсон-Сильфвен Патрик Киттель Юлитте Рамель Мадс Хенделиовиц | 74,845 76,429 74,586 74,943 71,771 | 5 Q          |                          |                          | не проводится      | не проводится      |           |       |

Троеборье
Троеборье состоит из манежной езды, полевых испытаний и конкура. В выездке оценивается степень контроля всадника над лошадью и способность выполнить обязательные элементы выступления. Также при выступлении оценивается внешний вид лошади и всадника. Жюри выставляет, как положительные оценки за удачно выполненные упражнения, так и штрафные баллы за различного рода ошибки. После окончания выступления по специальной формуле вычисляется количество штрафных очков. Соревнования по кроссу требуют от лошади и её наездника высокой степени физической подготовленности и выносливости. Дистанция для кросса достаточно протяжённая и имеет множество препятствий различного типа. Штрафные очки во время кросса начисляются за сбитые препятствия, за превышение лимита времени и за опасную езду. В конкуре за каждое сбитое препятствие спортсмену начисляются 4 штрафных балла, а за превышение лимита времени 1 штрафное очко (за каждую каждую, сверх нормы времени, начатую секунду).
| Соревнование        | Спортсмены                                                                   | Выездка | Кросс  | Кросс | Конкур | Конкур | Финальный конкур      | Финальный конкур      | Всего                 | Всего                 |
| Соревнование        | Спортсмены                                                                   | Штраф   | Штраф  | Штраф | Штраф  | Штраф  | Штраф                 | Штраф                 | Всего                 | Всего                 |
| Соревнование        | Спортсмены                                                                   | Баллы   | Прыжки | Время | Прыжки | Время  | Прыжки                | Время                 | Результат             | Место                 |
| ------------------- | ---------------------------------------------------------------------------- | ------- | ------ | ----- | ------ | ------ | --------------------- | --------------------- | --------------------- | --------------------- |
| личное троеборье    | Лудвиг Свеннерштоль лошадь — Aspe                                            | 51,00   | 0,00   | 28,40 | 8      | 0,00   | завершил выступление  | завершил выступление  | 87,40                 | 27                    |
| личное троеборье    | Сара Альготссон Остхольт лошадь — Reality 39                                 | 45,40   | 40,00  | 21,20 | 4      | 2,00   | завершила выступление | завершила выступление | 112,60                | 36                    |
| личное троеборье    | Линда Альготссон лошадь — Fairnet                                            | 50,90   | 40,00  | 69,60 | 4      | 0,00   | завершила выступление | завершила выступление | 164,50                | 45                    |
| личное троеборье    | Фрида Андерсен лошадь — Herta                                                | 47,90   | 0,00   | 9,20  | DNS    | DNS    | завершила выступление | завершила выступление | завершила выступление | завершила выступление |
| командное троеборье | Линда Альготссон Сара Альготссон Остхольт Фрида Андерсен Лудвиг Свеннерштоль | 144,20  | 98,90  | 98,90 | 18,00  | 18,00  | не проводится         | не проводится         | 364,50                | 11                    |

Конкур
В каждом из раундов спортсменам необходимо было пройти дистанцию с разным количеством препятствий и разным лимитом времени. За каждое сбитое препятствие спортсмену начислялось 4 штрафных балла, за превышение лимита времени 1 штрафное очко (за каждые 5 секунд). В финал личного первенства могло пройти только три спортсмена от одной страны. Командный конкур проводился в рамках второго и третьего раунда индивидуальной квалификации. В зачёт командных соревнований шли три лучших результата, показанные спортсменами во время личного первенства. Если спортсмен выбывал из индивидуальных соревнований после первого или второго раундов, то он всё равно продолжал свои выступления, но результаты при этом шли только в командный зачёт.
| Соревнование     | Спортсмены                                                                       | Квалификация  | Квалификация  | Квалификация | Квалификация | Квалификация | Квалификация | Квалификация | Квалификация | Финал         | Финал         | Финал         | Финал         | Финал         | Итоговое место |
| Соревнование     | Спортсмены                                                                       | 1 раунд       | 1 раунд       | 2 раунд      | Всего        | Всего        | 3 раунд      | Всего        | Всего        | Финал A       | Финал A       | Финал B       | Всего         | Всего         | Итоговое место |
| Соревнование     | Спортсмены                                                                       | Штраф         | Место         | Штраф        | Штраф        | Место        | Штраф        | Штраф        | Место        | Штраф         | Место         | Штраф         | Штраф         | Место         | Итоговое место |
| ---------------- | -------------------------------------------------------------------------------- | ------------- | ------------- | ------------ | ------------ | ------------ | ------------ | ------------ | ------------ | ------------- | ------------- | ------------- | ------------- | ------------- | -------------- |
| личный конкур    | Педер Фредриксон лошадь — All In                                                 |               |               |              |              |              |              |              |              |               |               |               |               |               |                |
| личный конкур    | Хенрик фон Эккерман лошадь — Yajamila                                            |               |               |              |              |              |              |              |              |               |               |               |               |               |                |
| личный конкур    | Малин Барьярд-Йонссон лошадь — Cue Channa                                        |               |               |              |              |              |              |              |              |               |               |               |               |               |                |
| личный конкур    | Рольф-Йёран Бенгтссон лошадь — Unita                                             |               |               |              |              |              |              |              |              |               |               |               |               |               |                |
| командный конкур | Педер Фредриксон Хенрик фон Эккерман Малин Барьярд-Йонссон Рольф-Йёран Бенгтссон | не проводится | не проводится |              |              |              |              |              |              | не проводится | не проводится | не проводится | не проводится | не проводится |                |

### Лёгкая атлетика
Федерация лёгкой атлетики Швеции для повышения конкурентоспособности своих спортсменов установила более жёсткие, чем у IAAF, квалификационные нормативы в лёгкой атлетике. Одной из первых спортсменок Швеции, гарантировавших себе участие в Олимпийских играх стала чемпионка мира в беге на 1500 метров Абеба Арегави, однако в январе 2016 года стало известно, что Арегави провалила допинг-тест и не сможет выступить в Рио-де-Жанейро.
Мужчины
Шоссейные дисциплины
| Дисциплина              | Спортсмен         | Время | Место | Отставание |
| ----------------------- | ----------------- | ----- | ----- | ---------- |
| ходьба на 20 километров | Персеус Карлстрём |       |       |            |

Технические дисциплины
| Дисциплина      | Спортсмен             | Квалификация | Квалификация | Финал     | Финал |
| Дисциплина      | Спортсмен             | Результат    | Место        | Результат | Место |
| --------------- | --------------------- | ------------ | ------------ | --------- | ----- |
| прыжок в длину  | Мишель Торнеус        |              |              |           |       |
| прыжок с шестом | Мелкер Сворд Якобссон |              |              |           |       |
| метание диска   | Аксель Херстедт       |              |              |           |       |
| метание диска   | Даниэль Столь         |              |              |           |       |
| метание копья   | Ким Амб               |              |              |           |       |

Женщины
Беговые дисциплины
| Дисциплина                         | Спортсмен         | Предварительный раунд | Предварительный раунд | Предварительный раунд | Четвертьфиналы | Четвертьфиналы | Четвертьфиналы | Полуфиналы    | Полуфиналы    | Полуфиналы    | Финал | Финал |
| Дисциплина                         | Спортсмен         | Забег                 | Время                 | Место                 | Забег          | Время          | Место          | Забег         | Время         | Место         | Время | Место |
| ---------------------------------- | ----------------- | --------------------- | --------------------- | --------------------- | -------------- | -------------- | -------------- | ------------- | ------------- | ------------- | ----- | ----- |
| бег на 800 метров                  | Ловиса Линд       |                       |                       |                       | не проводится  | не проводится  | не проводится  |               |               |               |       |       |
| бег на 1500 метров                 | Мераф Бахта       |                       |                       |                       | не проводится  | не проводится  | не проводится  |               |               |               |       |       |
| бег на 10 000 метров               | Сара Лахти        | не проводится         | не проводится         | не проводится         | не проводится  | не проводится  | не проводится  | не проводится | не проводится | не проводится |       |       |
| бег на 3000 метров с препятствиями | Шарлотта Фоугберг |                       |                       |                       | не проводится  | не проводится  | не проводится  | не проводится | не проводится | не проводится |       |       |
| бег на 100 метров с барьерами      | Сюзанна Каллур    |                       |                       |                       | не проводится  | не проводится  | не проводится  |               |               |               |       |       |

Технические дисциплины
| Дисциплина      | Спортсмен          | Квалификация | Квалификация | Финал     | Финал |
| Дисциплина      | Спортсмен          | Результат    | Место        | Результат | Место |
| --------------- | ------------------ | ------------ | ------------ | --------- | ----- |
| прыжок в длину  | Хадижату Санья     |              |              |           |       |
| прыжок в высоту | Софи Скуг          |              |              |           |       |
| прыжок в высоту | Эрика Кинси        |              |              |           |       |
| прыжок с шестом | Ангелика Бенгтссон |              |              |           |       |
| прыжок с шестом | Михаэла Мейер      |              |              |           |       |

### Настольный теннис
Соревнования по настольному теннису проходили по системе плей-офф. Каждый матч продолжался до тех пор, пока один из теннисистов не выигрывал 4 партии. Сильнейшие 16 спортсменов начинали соревнования с третьего раунда, следующие 16 по рейтингу стартовали со второго раунда.
Мужчины
| Соревнование     | Спортсмены                                     | Квалификация       | Первый раунд       | Второй раунд           | Третий раунд             | 1/8 финала           | 1/4 финала           | Полуфинал            | Финал                | Место                |
| Соревнование     | Спортсмены                                     | Соперник Результат | Соперник Результат | Соперник Результат     | Соперник Результат       | Соперник Результат   | Соперник Результат   | Соперник Результат   | Соперник Результат   | Место                |
| ---------------- | ---------------------------------------------- | ------------------ | ------------------ | ---------------------- | ------------------------ | -------------------- | -------------------- | -------------------- | -------------------- | -------------------- |
| одиночный разряд | Кристиан Карлссон (20)                         | не участвовал      | не участвовал      | CGOВан Цзянань В 4:1   | BLRВ. Самсонов (7) П 2:4 | завершил выступление | завершил выступление | завершил выступление | завершил выступление | завершил выступление |
| одиночный разряд | Пер Герелль (24)                               | не участвовал      | не участвовал      | BRAУ. Кальдерано П 1:4 | завершил выступление     | завершил выступление | завершил выступление | завершил выступление | завершил выступление | завершил выступление |
| командный разряд | Пер Герелль Кристиан Карлссон Маттиас Карлссон | Не проводится      | Не проводится      | Не проводится          | Не проводится            | США · :              |                      |                      |                      |                      |

Женщины
| Соревнование     | Спортсмены            | Квалификация       | Первый раунд       | Второй раунд         | Третий раунд          | 1/8 финала            | 1/4 финала            | Полуфинал             | Финал                 | Место                 |
| Соревнование     | Спортсмены            | Соперник Результат | Соперник Результат | Соперник Результат   | Соперник Результат    | Соперник Результат    | Соперник Результат    | Соперник Результат    | Соперник Результат    | Место                 |
| ---------------- | --------------------- | ------------------ | ------------------ | -------------------- | --------------------- | --------------------- | --------------------- | --------------------- | --------------------- | --------------------- |
| одиночный разряд | Ли Фэнь (25)          | не участвовала     | не участвовала     | SVKБ. Балажова В 4:3 | CHNЛи Сяося (3) П 0:4 | завершила выступление | завершила выступление | завершила выступление | завершила выступление | завершила выступление |
| одиночный разряд | Матильда Экхольм (29) | не участвовала     | не участвовала     | USAУ Юэ В 4:2        | KORЧон Чихи (8) П 1:4 | завершила выступление | завершила выступление | завершила выступление | завершила выступление | завершила выступление |

### Парусный спорт
Соревнования по парусному спорту в каждом из классов состояли из 10 гонок, за исключением класса 49-й, где проводилось 12 заездов. В каждой гонке спортсмены начинали заплыв с общего старта. Победителем каждой из гонок становился экипаж, первым пересекший финишную черту. Количество очков, идущих в общий зачёт, соответствовало занятому командой месту. 10 лучших экипажей по результатам 10 заплывов попадали в медальную гонку, результаты которой также шли в общий зачёт. В медальной гонке, очки, полученные экипажем удваивались. В случае если участник соревнований не смог завершить гонку ему начислялось количество очков, равное количеству участников плюс один. При итоговом подсчёте очков не учитывался худший результат, показанный экипажем в одной из гонок. Сборная, набравшая наименьшее количество очков, становится олимпийским чемпионом.
Мужчины
| Класс | Спортсмены                       | Гонка | Гонка | Гонка | Гонка | Гонка | Гонка | Гонка | Гонка | Гонка | Гонка | Гонка         | Гонка         | Гонка | Очки | Место |
| Класс | Спортсмены                       | 1     | 2     | 3     | 4     | 5     | 6     | 7     | 8     | 9     | 10    | 11            | 12            | M     | Очки | Место |
| ----- | -------------------------------- | ----- | ----- | ----- | ----- | ----- | ----- | ----- | ----- | ----- | ----- | ------------- | ------------- | ----- | ---- | ----- |
| 470   | Фредрик Бергстрём Антон Дальберг |       |       |       |       |       |       |       |       |       |       | не проводится | не проводится |       |      |       |
| Лазер | Йеспер Стольхейм                 |       |       |       |       |       |       |       |       |       |       | не проводится | не проводится |       |      |       |
| Финн  | Макс Салминен                    |       |       |       |       |       |       |       |       |       |       | не проводится | не проводится |       |      |       |

Женщины
В классе «Лазер Радиал» Швецию представляла Юсефин Ульссон, ставшая второй на чемпионате мира 2014 года. На Играх в Рио-де-Жанейро Ульссон лишь раз смогла закончить гонку в тройке сильнейших, тем не менее стабильно высокие результаты позволили Ульссон пробиться в медальную гонку. Поскольку отрыв от лидеров к моменту начала заключительной гонки был очень большой, то Юсефин, занимавшая седьмое место, могла побороться только за место в пятёрке. Медальную гонку Ульссон завершила второй, но получила ещё два штрафных балла и с общей суммой 90 очков она заняла итоговое 6-е место.
| Класс        | Спортсмены                | Гонка | Гонка | Гонка | Гонка | Гонка | Гонка | Гонка | Гонка | Гонка | Гонка | Гонка         | Гонка         | Гонка | Очки | Место |
| Класс        | Спортсмены                | 1     | 2     | 3     | 4     | 5     | 6     | 7     | 8     | 9     | 10    | 11            | 12            | M     | Очки | Место |
| ------------ | ------------------------- | ----- | ----- | ----- | ----- | ----- | ----- | ----- | ----- | ----- | ----- | ------------- | ------------- | ----- | ---- | ----- |
| Лазер Радиал | Юсефин Ульссон            | 17    | 5     | 7     | 17    | 7     | 4     | 3     | 14    | 20    | 10    | не проводится | не проводится | 6 DPI | 90   | 6     |
| 49-й FX      | Лиза Эриксон Ханна Клинга |       |       |       |       |       |       |       |       |       |       |               |               |       |      |       |

### Стрельба
В январе 2013 года Международная федерация спортивной стрельбы приняла новые правила проведения соревнований на 2013—2016 года, которые, в частности, изменили порядок проведения финалов. Во многих дисциплинах спортсмены, прошедшие в финал, теперь начинают решающий раунд без очков, набранных в квалификации, а финал проходит по системе с выбыванием. Также в финалах после каждого раунда стрельбы из дальнейшей борьбы выбывает спортсмен с наименьшим количеством баллов. В скоростном пистолете решающие поединки проходят по системе попал-промах. В стендовой стрельбе добавился полуфинальный раунд, где определяются по два участника финального матча и поединка за третье место.
Мужчины
| Соревнование | Спортсмены      | Квалификация | Квалификация | Полуфинал            | Полуфинал            | Финал                | Финал                |
| Соревнование | Спортсмены      | Результат    | Место        | Результат            | Место                | Соперник/ Результат  | Место                |
| ------------ | --------------- | ------------ | ------------ | -------------------- | -------------------- | -------------------- | -------------------- |
| дубль-трап   | Хокан Дальбю    | 121          | 18           | завершил выступление | завершил выступление | завершил выступление | завершил выступление |
| скит         | Стефан Нильссон |              |              |                      |                      |                      |                      |
| скит         | Маркус Свенссон |              |              |                      |                      |                      |                      |

### Стрельба из лука
В квалификации соревнований лучники выполняют 12 серий выстрелов по 6 стрел с расстояния 70-ти метров. По итогам предварительного раунда составляется сетка плей-офф, где в 1/32 финала 1-й номер посева встречается с 64-м, 2-й с 63-м и.т.д. В поединках на выбывание спортсмены выполняют по три выстрела. Участник, набравший за эту серию больше очков получает 2 очка. Если же оба лучника набрали одинаковое количество баллов, то они получают по одному очку. Победителем пары становится лучник, первым набравший 6 очков.
Женщины
| Соревнование              | Спортсмены         | Квалификация | Квалификация | 1/32 финала             | 1/16 финала              | 1/8 финала            | Четвертьфинал         | Полуфинал             | Финал                 | Место |
| Соревнование              | Спортсмены         | Результат    | Место        | Соперник Результат      | Соперник Результат       | Соперник Результат    | Соперник Результат    | Соперник Результат    | Соперник Результат    | Место |
| ------------------------- | ------------------ | ------------ | ------------ | ----------------------- | ------------------------ | --------------------- | --------------------- | --------------------- | --------------------- | ----- |
| индивидуальное первенство | Кристин Бьерендаль | 611          | 47           | COLА. Рендон (18) В 6:2 | PRKГан Ун Джу (15) П 2:6 | завершила выступление | завершила выступление | завершила выступление | завершила выступление | 17    |

### Теннис
Соревнования пройдут на кортах олимпийского теннисного центра. Теннисные матчи будут проходить на кортах с твёрдым покрытием DecoTurf, на которых также проходит и Открытый чемпионат США.
Женщины
| Соревнование     | Спортсмены     | 1/32 финала                 | 1/16 финала           | 1/8 финала            | Четвертьфинал         | Полуфинал             | Финал                 |
| Соревнование     | Спортсмены     | Соперник Результат          | Соперник Результат    | Соперник Результат    | Соперник Результат    | Соперник Результат    | Соперник Результат    |
| ---------------- | -------------- | --------------------------- | --------------------- | --------------------- | --------------------- | --------------------- | --------------------- |
| одиночный разряд | Юханна Ларссон | FRAА. Корне П 1:6, 6:2, 3:6 | Завершила выступление | Завершила выступление | Завершила выступление | Завершила выступление | Завершила выступление |

### Триатлон
Соревнования по триатлону пройдут на территории форта Копакабана. Дистанция состоит из 3-х этапов — плавание (1,5 км), велоспорт (43 км), бег (10 км).
Женщины
| Соревнование              | Спортсмены  | Плавание | Смена | Велоспорт | Смена | Бег | Итоговое время | Место | Отставание |
| ------------------------- | ----------- | -------- | ----- | --------- | ----- | --- | -------------- | ----- | ---------- |
| индивидуальное первенство | Лиза Норден |          |       |           |       |     |                |       |            |

### Тхэквондо
Соревнования по тхэквондо проходят по системе с выбыванием. Для победы в турнире спортсмену необходимо одержать 4 победы. Тхэквондисты, проигравшие по ходу соревнований будущим финалистам, принимают участие в утешительном турнире за две бронзовые медали.
Женщины
| Категория | Спортсмены       | Первый раунд       | Четвертьфинал      | Полуфинал          | Финал              | Место |
| Категория | Спортсмены       | Соперник Результат | Соперник Результат | Соперник Результат | Соперник Результат | Место |
| --------- | ---------------- | ------------------ | ------------------ | ------------------ | ------------------ | ----- |
| до 57 кг  | Никита Гласнович |                    |                    |                    |                    |       |
| до 67 кг  | Элин Юханссон    |                    |                    |                    |                    |       |

### Тяжёлая атлетика
Женщины
| Категория | Спортсмен     | Вес   | Рывок | Рывок | Рывок | Толчок | Толчок | Толчок | Всего | Место |
| Категория | Спортсмен     | Вес   | 1     | 2     | 3     | 1      | 2      | 3      | Всего | Место |
| --------- | ------------- | ----- | ----- | ----- | ----- | ------ | ------ | ------ | ----- | ----- |
| до 58 кг  | Анжелика Роос | 57,90 | 84    | 87    | 87    | 107    | 110    | 112    | 194   | 12    |

### Футбол

#### Мужчины
Олимпийская сборная Швеции квалифицировалась на Игры, завоевав золотые медали на молодёжном чемпионате Европы 2015 года. В мужском олимпийском турнире примут участие сборные, составленные из игроков не старше 23 лет (родившиеся после 1 января 1993 года). Также в заявку могут войти не более 3-х футболистов старше этого возраста.
Состав
| №              | Имя                      | Клуб             | Дата рождения    | Возраст | Игр     | Голов   |
| Вратари        | Вратари                  | Вратари          | Вратари          | Вратари | Вратари | Вратари |
| -------------- | ------------------------ | ---------------- | ---------------- | ------- | ------- | ------- |
| 1              | Андреас Линде            | Мольде           | 24 июля 1993     | 23      | 1       | 0       |
| 18             | Тим Эрландссон           | Ноттингем Форест | 25 декабря 1996  | 19      | 0       | 0       |
| Защитники      |                          |                  |                  |         |         |         |
| 2              | Адам Лундквист           | Эльфсборг        | 20 марта 1994    | 22      | 1       | 0       |
| 3              | Александр Милошевич*     | Ганновер 96      | 30 января 1992   | 24      | 1       | 0       |
| 4              | Йоаким Нильссон          | Эльфсборг        | 6 февраля 1994   | 22      | 1       | 0       |
| 5              | Па Конате                | Мальмё           | 25 апреля 1994   | 22      | 1       | 0       |
| 13             | Якоб Уне Ларссон         | Юргорден         | 8 апреля 1994    | 22      | 0       | 0       |
| 14             | Себастьян Старке Хедлунд | Кальмар          | 5 апреля 1995    | 21      | 0       | 0       |
| 15             | Ноа Сонко Сундберг       | Сундсвалль       | 6 июня 1996      | 20      | 0       | 0       |
| Полузащитники  |                          |                  |                  |         |         |         |
| 6              | Абдул Халили*            | Мерсин Идманюрду | 7 июня 1992      | 24      | 1       | 0       |
| 7              | Симон Тибблинг           | Гронинген        | 7 сентября 1994  | 21      | 1       | 0       |
| 8              | Александр Франссон       | Базель           | 2 апреля 1994    | 22      | 1       | 0       |
| 9              | Робин Куайсон            | Палермо          | 9 октября 1993   | 22      | 1       | 0       |
| 10             | Муамер Танкович          | АЗ               | 22 февраля 1995  | 21      | 1       | 0       |
| 11             | Астрит Айдаревич* (к)    | Эребру           | 17 апреля 1990   | 26      | 1       | 1       |
| 17             | Кен Сема                 | Эстерсунд        | 30 сентября 1993 | 22      | 1       | 0       |
| Нападающие     |                          |                  |                  |         |         |         |
| 12             | Микаэль Исхак            | Раннерс          | 31 марта 1993    | 23      | 1       | 1       |
| 16             | Вальмир Бериша           | без клуба        | 6 июня 1996      | 20      | 0       | 0       |
| Главный тренер |                          |                  |                  |         |         |         |
| Флаг Швеции    | Хокан Эриксон            | Хокан Эриксон    | 29 мая 1960      | 56      |         |         |

Результаты
Групповой этап (Группа B)
| М | Команда  | И | В | Н | П | Мячи  | ±  | О |
| - | -------- | - | - | - | - | ----- | -- | - |
| 1 | Нигерия  | 3 | 2 | 0 | 1 | 6 − 6 | 0  | 6 |
| 2 | Колумбия | 3 | 1 | 2 | 0 | 6 − 4 | +2 | 5 |
| 3 | Япония   | 3 | 1 | 1 | 1 | 7 − 7 | 0  | 4 |
| 4 | Швеция   | 3 | 0 | 1 | 2 | 2 − 4 | −2 | 1 |

| 4 августа 2016 18:00 UTC-4 | \| Швеция \| 2:2 (1:1) Отчёт \| Колумбия \| \| Исхак 43′ · Айдаревич 62′ \| Голы \| Гутьеррес 17′ · Пабон 75′ (пен.) \| | Стадион: Амазония, Манаус Зрителей: 29 996 Судья: Фахад аль-Мирдаси |
| Швеция                     | 2:2 (1:1) Отчёт | Колумбия                                                            |
| Исхак 43′ · Айдаревич 62′  | Голы | Гутьеррес 17′ · Пабон 75′ (пен.)                                    |

| 7 августа 2016 18:00 UTC-4 | \| Швеция \| 0:1 (0:1) Отчёт \| Нигерия \| \| \| Голы \| Умар 40′ \| | Стадион: Амазония, Манаус Зрителей: 23 892 Судья: Мэттью Конгер |
| Швеция                     | 0:1 (0:1) Отчёт                                                      | Нигерия                                                         |
|                            | Голы                                                                 | Умар 40′                                                        |

| 10 августа 2016 19:00 UTC-3 | \| Япония \| \| Швеция \| | Стадион: Фонте-Нова, Салвадор |
| Япония                      |                           | Швеция                        |

#### Женщины
Женская сборная Швеции квалифицировалась на Игры, заняв первое место по итогам олимпийского квалификационного турнира УЕФА.
Состав
Результат
Групповой этап (Группа E)
| М | Команда  | И | В | Н | П | Мячи  | ±  | О |
| - | -------- | - | - | - | - | ----- | -- | - |
| 1 | Бразилия | 3 | 2 | 1 | 0 | 8 − 1 | +7 | 7 |
| 2 | Китай    | 3 | 1 | 1 | 1 | 2 − 3 | −1 | 4 |
| 3 | Швеция   | 3 | 1 | 1 | 1 | 2 − 5 | −3 | 4 |
| 4 | ЮАР      | 3 | 0 | 1 | 2 | 0 − 3 | −3 | 1 |

| 3 августа 2016 13:00 UTC-3 | \| Швеция \| 1:0 (0:0) Отчёт \| ЮАР \| \| Фишер 76′ \| Голы \| \| | Стадион: Олимпийский стадион, Рио-де-Жанейро Зрителей: 13 439 Судья: Теодора Албон |
| Швеция                     | 1:0 (0:0) Отчёт                                                   | ЮАР                                                                                |
| Фишер 76′                  | Голы                                                              |                                                                                    |

| 6 августа 2016 22:00 UTC-3                               | \| Бразилия \| 5:1 (3:0) Отчёт \| Швеция \| \| Беатрис 21′, 86′ · Кристиана 24′ · Марта 44′ (пен.), 80′ \| Голы \| Шелин 89′ \| | Стадион: Олимпийский стадион, Рио-де-Жанейро Зрителей: 43 384 Судья: Лусила Венегас |
| Бразилия                                                 | 5:1 (3:0) Отчёт | Швеция                                                                              |
| Беатрис 21′, 86′ · Кристиана 24′ · Марта 44′ (пен.), 80′ | Голы | Шелин 89′                                                                           |

| 9 августа 2016 22:00 UTC-3 | \| Китай \| 0:0 (0:0) Отчёт \| Швеция \| | Стадион: Национальный стадион, Бразилиа Зрителей: 7648 Судья: Ольга Миранда |
| Китай                      | 0:0 (0:0) Отчёт                          | Швеция                                                                      |